# Elezioni parlamentari in Romania del 2024
Le elezioni parlamentari in Romania del 2024 si sono tenute il 1º dicembre, tra l’originale primo turno di voto delle elezioni presidenziali e la sua successiva ripetizione, per il rinnovo del Parlamento (Camera dei deputati e Senato) del paese.
Esse hanno visto, in uno scenario politico particolarmente incerto anche per via dell’esito inaspettato del primo turno delle elezioni presidenziali di qualche giorno prima e delle sue successive ricadute politico-sociali, la vittoria relativa del Partito Social Democratico (PSD), di centro-sinistra, il quale tuttavia, a causa principalmente di una costante e forte emorragia di consensi (parte di una più grande insoddisfazione popolare con le forze politiche tradizionali), è riuscito ad ottenere solo 86 seggi alla Camera dei Deputati e 36 al Senato, ma a mantenere comunque la maggioranza relativa dei seggi. Parimenti, sullo stesso piano, anche altre forze politiche moderate, tra cui il Partito Nazionale Liberale (PNL), di centro-destra, e l’Unione Salvate la Romania (USR), centro-liberale, hanno avuto risultati deludenti, attestandosi a, rispettivamente, solo 49 seggi alla Camera e 22 al Senato e 40 seggi alla Camera e 19 al Senato. Dall’altra parte dell’arco parlamentare, invece, hanno chiaramente profittato molto da questa situazione la principale forza di estrema destra, il Alleanza per l'Unione dei Romeni (AUR) che, con l’ottenimento di ben 64 seggi alla Camera e 28 al Senato, ha così ottenuto la seconda posizione ed aumentato drasticamente il proprio peso ed influenza politica, ma anche nuove forze emergenti della stessa ideologia, tra cui S.O.S. Romania (SOS RO), entrato per la prima volta nel Parlamento con 27 seggi alla Camera e 12 al Senato (confermando così l’ottimo risultato ottenuto già alle elezioni europee dello stesso anno) e Partidul Oamenilor Tineri (POT), parimenti entrato per la prima volta in Parlamento con 24 seggi alla Camera e 9 al Senato. In generale, dunque, pur resistendo e mantenendo una maggioranza sufficientemente operativa in entrambe le camere, il blocco dei partiti europeisti è uscito particolarmente ridimensionato, confermando così la già predetta ascesa dei partiti euroscettici, da parte dei sondaggi e dagli exit-poll, ed una condizione di forte frammentazione politica. Infine, eventi altresì degni di nota della tornata elettorale sono state alcune variazioni di fazioni politiche minori.

## Sistema elettorale

### Disposizioni elettorali
Per le elezioni di entrambe le camere del Parlamento della Romania, ossia Camera dei deputati e Senato, la legge elettorale romena (L. 208/2015) prevede l’applicazione (nell’ottica di eleggere un deputato ogni 73.000 abitanti e di un senatore ogni 168.000 abitanti) di un sistema proporzionale a lista chiusa di partito, all’interno di 42 collegi plurinominali dal vario peso politico (uno per ognuno dei distretti del paese, più uno per Bucarest ed uno per l'estero).
Di seguito, una tabella riassuntiva del peso politico di ciascun collegio plurinominale:
| Collegio                                                                                           | Deputati allocati | Senatori allocati |
| -------------------------------------------------------------------------------------------------- | ----------------- | ----------------- |
| Bucarest                                                                                           | 29                | 13                |
| Prahova                                                                                            | 12                | 5                 |
| Iași, Constanza                                                                                    | 11                | 5                 |
| Bacău, Cluj, Dolj, Suceava, Timiș                                                                  | 10                | 4                 |
| Argeș, Bihor, Brașov, Galați                                                                       | 9                 | 4                 |
| Mureș                                                                                              | 8                 | 4                 |
| Neamț                                                                                              | 8                 | 3                 |
| Arad, Buzău, Dâmbovița, Maramureș, Vaslui                                                          | 7                 | 3                 |
| Botoșani, Hunedoara, Sibiu, Olt                                                                    | 6                 | 3                 |
| Vâlcea                                                                                             | 6                 | 2                 |
| Alba, Bistrița-Năsăud, Brăila, Caraș-Severin, Gorj, Harghita, Ilfov, Satu Mare, Teleorman, Vrancea | 5                 | 2                 |
| Călărași, Covasna, Giurgiu, Ialomița, Mehedinți, Sălaj, Tulcea, Estero                             | 4                 | 2                 |

Tale sistema risulta, in aggiunta, corretto da una soglia di sbarramento pari al 5% dei voti espressi a livello nazionale oppure al 20% in almeno quattro circoscrizioni per i partiti politici singoli, mentre all’8% per le coalizioni di due partiti, al 9% per le coalizioni di tre partiti ed al 10% per le coalizioni di quattro o più partiti, sebbene la legge vi deroghi per ognuno dei partiti delle minoranze etniche, garantendo a queste un rappresentante alla Camera dei deputati purché ottengano un numero di voti pari o superiore al 5% del numero medio di voti per l'elezione di un deputato.
Successivamente, al momento dello spoglio, le preferenze sono tradotte in seggi secondo il metodo D'Hondt.

### Data
La data ufficiale delle elezioni è stata comunicata dal governo il 4 luglio 2024.
Si è stabilito, in aggiunta, l’orario di voto in Romania tra le 7:00 e le 21:00 del 1º dicembre, sebbene sia stato ammesso agli eventuali elettori che si fossero trovati in coda alla chiusura dei seggi di poter votare comunque purché entro le 23:59 e, al pari degli altri, nella sola circoscrizione nazionale in cui risultano iscritti.
Nelle sezioni estere, invece, si è stabilito un processo di voto di due giorni: dalle 7:00 alle 21:00 di sabato 30 novembre e dalle 7:00 alle 21:00 di domenica 1º dicembre, con gli elettori ammessi a votare, essendo la circoscrizione per l’estero unica, da qualunque località allestita dalle autorità.

## Quadro politico
In seguito alle elezioni parlamentari del 2020 le due principali forze di centro-destra, Partito Nazionale Liberale (PNL) e Unione Salvate la Romania (USR), costituirono un governo di coalizione insieme all'Unione Democratica Magiara di Romania (UDMR) con a capo Florin Cîțu. Dopo dieci mesi l'USR si ritirò dalla maggioranza, evento che portò all'apertura di una crisi istituzionale che condusse alla sfiducia al governo Cîțu. Per venire a capo della situazione il presidente della Romania, Klaus Iohannis, conferì in successione l'incarico di formare un nuovo governo prima a Dacian Cioloș (USR) e poi a Nicolae Ciucă (PNL), che però non riuscirono nell'intento.
In seguito a nuove consultazioni il PNL e il Partito Social Democratico (PSD) concordarono di formare una grande coalizione, formalizzando un accordo per un governo di rotazione. Il PNL guidò l'esecutivo con Nicolae Ciucă dal novembre 2021 al giugno 2023, quando lasciò il teste al presidente del PSD Marcel Ciolacu. L'intesa tra i due partiti di governo, rafforzatasi anche per contrastare l'emergere del partito nazionalista Alleanza per l'Unione dei Romeni (AUR) di George Simion, fu rinsaldata alle elezioni europee del 9 giugno 2024, quando PSD e PNL concorsero in coalizione, raccogliendo quasi il 50% delle preferenze. Ulteriori candidature congiunte furono presentate in vari collegi anche alle concomitanti elezioni locali.
In seguito al ritiro dal governo del 2021 l'USR passò attraverso un periodo di ristrutturazione (cambiò tre presidenti in tre anni), subì la scissione del partito REPER e conseguì risultati modesti alle elezioni europee del 2024. In occasione della stessa tornata elettorale l'AUR confermò la propria crescita eleggendo sei europarlamentari e, contestualmente, un ulteriore partito ultranazionalista, S.O.S. Romania, conseguì l'elezione dei suoi primi due rappresentanti a Bruxelles.
La bocciatura da parte della Corte costituzionale della candidatura alla presidenza della Romania della leader di S.O.S. Romania, Diana Șoșoacă, avvenuta il 5 ottobre 2024, fu fonte di critiche da parte del mondo politico. Il presidente del PNL Ciucă suppose il coinvolgimento del Partito Social Democratico nella decisione e il 7 ottobre dichiarò che il suo partito avrebbe interrotto la collaborazione con il PSD, pur restando al governo.
Una settimana prima delle parlamentari si svolse il primo turno delle elezioni presidenziali, poi annullato dalla Corte costituzionale il 6 dicembre. Si qualificarono al ballottaggio originariamente previsto per il successivo 8 dicembre il candidato indipendente di estrema destra Călin Georgescu e il presidente dell'USR Elena Lasconi. L'inattesa sconfitta spinse alle dimissioni dalle rispettive segreterie i leader del PSD, Marcel Ciolacu, e del PNL, Nicolae Ciucă. Malgrado le dimissioni, Ciolacu ottenne un voto di fiducia interno da parte del consiglio nazionale del PSD e rimase alla guida del partito. Il PNL al contrario nominò quale suo nuovo presidente ad interim Ilie Bolojan.

## Campagna elettorale
La campagna elettorale si è aperta il 1º novembre e si è conclusa il 30 novembre.

### Svolgimento e programmi

#### Partito Social Democratico
Il 15 ottobre 2024 il consiglio politico nazionale del PSD deliberò di escludere dalle candidature le persone che erano state rinviate a giudizio per fatti di corruzione. Il partito incluse nelle proprie liste anche alcuni membri provenienti del Partito Umanista Social Liberale, che nella precedente legislatura aveva fatto parte del gruppo parlamentare del PSD (Cristian Popescu Piedone, Lavinia Șandru, Grațiela Gavrilescu, Daniel Ionașcu e Bogdan Ciucă). Tra gli altri candidati figurava anche l'ex primo ministro Victor Ponta, rientrato nel PSD dopo la sua espulsione del 2017.
Marcel Ciolacu, presentò il proprio programma per le elezioni presidenziali il 20 ottobre 2024 e il 29 ottobre rese pubblico quello del partito, sottolineando che si trattava di un documento compatibile con quello presentato alle presidenziali.
Il leader del PSD specificò che la priorità principale era quella di far crescere i redditi dei romeni, alzando il salario medio lordo a 2.600 euro e quello minimo a 1.300 euro, la pensione media lorda a 800 euro e quella minima a 415 euro. L'obiettivo del governo sarebbe stato quello di portare il potere d'acquisto dei romeni alla media europea entro il 2028. Tra gli altri punti del programma sottolineati dal partito figuravano deduzioni fiscali e sovvenzioni per i giovani e le famiglie, oltre che un piano per l'industrializzazione del paese e investimenti pubblici per 155 miliardi di euro nei successivi cinque anni.

#### Partito Nazionale Liberale
Nella fase di definizione delle candidature per le parlamentari il PNL ipotizzò di presentare il presidente della Romania uscente Klaus Iohannis. Poiché la legge elettorale obbligava i candidati a far parte di un partito, mentre la costituzione prevedeva l'indipendenza politica del capo di Stato, la dirigenza del PNL preparò un emendamento che avrebbe consentito a Iohannis di presentarsi alle elezioni parlamentari come indipendente, sulla falsariga di un precedente testo approvato per permettere la candidatura di Ion Iliescu alle elezioni del 2004. In mancanza di un largo appoggio parlamentare alla proposta, il 27 settembre Iohannis affermò che non si sarebbe candidato.
Il 4 ottobre 2024 l'ufficio elettorale respinse l'iscrizione delle candidature del PNL alla camera dei deputati della sezione estero, poiché non vi erano donne rappresentate.
Nicolae Ciucă presentò il programma per le presidenziali il 23 ottobre 2024 e quello per le parlamentari il 2 novembre, nel corso di un evento che ebbe luogo al casinò di Sinaia.
Tra i punti sottolineati dal presidente del PNL figuravano 400.000 nuovi posti di lavoro e la crescita del salario medio netto a 7.000 lei entro il 2028. Il partito sosteneva un modello economico liberale, si batteva per il mantenimento della flat tax sui redditi, per la crescita graduale dei contributi sociali obbligatori per le pensioni private, per il miglioramento del sistema educativo e per investimenti sulle infrastrutture nelle zone rurali grazie al programma "Anghel Saligny".

#### Alleanza per l'Unione dei Romeni
Nel periodo precedente la campagna elettorale per le parlamentari l'Alleanza per l'Unione dei Romeni intavolò degli incontri con i rappresentanti di altri partiti sovranisti (Partito Nazionale Conservatore Romeno e S.O.S. Romania), ma non riuscì a stringere un accordo per un'alleanza comune. Il partito presentò le candidature alle parlamentari nel corso di un evento che ebbe luogo il 22 settembre 2024 presso le Arene Romane di Bucarest. I nomi presenti sulle liste tuttavia furono modificati dopo un intervento del presidente del partito George Simion, che chiese di escludere dalle candidature i "trasformisti" provenienti da PSD e PNL. La sezione del partito di Iași scartò quindi il deputato Marius Ostaficiuc e l'ex europarlamentare Tudor Ciuhodaru.
Le liste finali vennero presentate il 17 ottobre. Nella stessa giornata il deputato AUR Ringo Dămureanu accusò George Simion di aver richiesto ai membri un contributo di 60.000 euro in cambio della loro candidatura alle parlamentari. Simion replicò che si trattava di un contributo per la campagna elettorale che rispettava le norme in vigore.
Il partito predispose un programma di governo in quindici punti chiamato «Ricostruiamo la Romania» («Reconstruim România») già nella primavera del 2023. Tra le proposte figuravano l'introduzione di speciali "tribunali del popolo", la reintroduzione della leva obbligatoria, la riduzione del numero dei ministeri e delle unità amministrative, il taglio dei parlamentari, la nazionalizzazione delle aziende attive nei settori strategici, la riduzione drastica delle imposte sui redditi (un massimo del 25% fino ai primi 5.000 lei), la crescita del salario minimo a 5.000 lei, una revisione del sistema fiscale per le aziende. Sotto il profilo ideologico il programma di governo dell'AUR specificava di voler difendere la "famiglia naturale" e di lottare contro l'ideologia di genere, le correnti woke e la cancel culture.
Il presidente dell'AUR lanciò il programma per le presidenziali il 27 giugno 2024. Il punto principale del programma di George Simion prometteva di costruire un milione di unità abitative nei dintorni delle città principali, dotate di tutte le infrastrutture e i servizi necessari, e di assegnarle ai cittadini a prezzo di costo.
Per il nome del primo ministro, nel caso di una vittoria alle elezioni, AUR proponeva il suo primo vicepresidente Marius Lulea.

#### Unione Salvate la Romania
In seguito all'elezione alla presidenza di Elena Lasconi del giugno 2024, l'USR decise di interrompere l'alleanza con Partito del Movimento Popolare e Forza della Destra. Il 6 settembre 2024 il partito comunicò di aver ritenuto "irragionevoli" le richieste degli ex alleati per proseguire la collaborazione e che avrebbe concorso individualmente alle parlamentari. Fallirono anche ulteriori trattative con il partito REPER.
Elena Lasconi presentò il programma di governo il 3 novembre 2024. Il punto principale era rappresentato dalla riduzione delle tasse per cittadini e aziende. Tra le altre priorità figuravano la diminuzione della spesa pubblica (agendo su agenzie governative, pensioni speciali e riforma amministrativa dei distretti), la semplificazione della burocrazia, la riorganizzazione e la privatizzazione delle compagnie pubbliche, la costruzione di 1.300 km di autostrade nei successivi otto anni e investimenti nel campo energetico e dello sfruttamento delle risorse.

#### Alleanza delle Forze di Destra
In conseguenza della scelta dell'USR di non riformare una coalizione di centro-destra per le parlamentari, il 16 settembre 2024 Partito del Movimento Popolare e Forza della Destra scelsero di concorrere in alleanza. Nel corso del congresso del 5 ottobre 2024 celebrato presso l'Università Politecnica di Bucarest si unirono all'iniziativa anche Alternativa Giusta e Partito Nazionale Contadino Maniu-Mihalache, mentre la coalizione prese il nome di Alleanza delle Forze di Destra.
Il 26 ottobre 2024 AFD presentò i candidati alle parlamentari. Il candidato alla presidenza Ludovic Orban affermò che uno dei suoi propositi era quello di cancellare tutte le "aberrazioni fiscali" introdotte dalla coalizione di governo, che erano presentate come dannose per le aziende. Tra le altre proposte figuravano l'applicazione del referendum sulla giustizia del 2019, la riduzione del numero dei parlamentari, la legge per impedire ai condannati per reati di rivestire funzioni pubbliche, la difesa della proprietà privata, la privatizzazione delle aziende pubbliche, le riforme dell'istruzione e della sanità (con l'introduzione di assicurazioni private al fianco di quella pubblica), la crescita del reddito medio.

#### Unione Democratica Magiara di Romania
Il 4 novembre 2024 l'UDMR presentò un programma basato su 25 punti, chiamato «Il programma della ragione» («Programul rațiunii»).
Tra i punti principali figuravano delle misure sul piano fiscale: la riduzione progressiva dei contributi sanitari sulla base del numero dei figli; l'eliminazione della tassazione sul lavoro part-time per i genitori che tornano a lavoro dopo la nascita dei figli; l'introduzione di un tetto ai contributi sulla sanità; l'eliminazione della sovratassazione per il lavoro part-time; penalità applicate alla pubblica amministrazione per i ritardi nel pagamento dei debiti; il mantenimento della soglia di tassazione per le microimprese; l'abolizione delle agenzie fiscali regionali.
Tra gli altri punti il partito indicava la costruzione di asili, migliorie per il sistema sanitario e le infrastrutture nelle piccole località, soluzioni per il decentramento amministrativo e l'applicazione delle leggi che permettevano l'utilizzo della lingua ungherese a livello pubblico.

#### S.O.S. Romania
Il partito presentò le liste finali dei candidati il 17 ottobre. La leader del partito Diana Șoșoacă, pur impossibilitata a candidarsi alla presidenza della Romania per via di una sentenza della Corte costituzionale, fu la capolista al senato nella sezione di Bucarest.
Il programma di governo fu presentato online il 3 novembre. In esso erano contenute alcune misure già presentate in occasione delle elezioni europee tra le quali: l'utilizzo delle centrali termiche a combustione; la riapertura delle miniere di carbone; l'eliminazione di un presunto doppio standard qualitativo sugli alimenti; l'incoraggiamento all'utilizzo del denaro contante; il calo delle tasse; la diminuzione progressiva fino all'annullamento delle imposte sulla proprietà; la riduzione dell'età pensionabile a 60 anni; il mantenimento del leu quale moneta nazionale; la neutralità diplomatica della Romania e il ritiro del sostegno all'Ucraina; l'uscita dall'Organizzazione mondiale della sanità; l'abrogazione di ogni legislazione europea che violi la superiorità della Costituzione della Romania; la protezione della tradizione cristiana contro il globalismo e contro una presunta agenda LGBT; il divieto delle operazioni per il cambio di genere e l'opposizione ai matrimoni gay.

#### REPER
Il 24 settembre 2024 il partito Rinnoviamo il Progetto Europeo della Romania annunciò di aver costituito una più ampia alleanza per le elezioni parlamentari, denominata "Piattaforma per la democrazia, la prosperità e il progresso", includendo nelle proprie liste anche membri di altre formazioni politiche. Nella stessa occasione fu pubblicato anche il programma «Gli uomini, prima di tutto» («Oamenii, înainte de toate»).
Il partito presentò i candidati il 29 ottobre 2024 nel corso di un evento che ebbe luogo al Palazzo del Parlamento. Oltre che i rappresentanti di REPER si aggregarono alla piattaforma i membri di altri partiti progressisti, Volt, DEMOS, Movimento Noi Ploieștenii e ACUM.
Il programma proponeva l'allocazione del 6% del PIL all'istruzione, la riforma della legge elettorale, azioni per la democrazia partecipativa, l'adesione all'euro, semplificazione burocratica, sgravi fiscali per le imprese attive nel sociale, un maggior decentramento amministrativo, soluzioni per lo sviluppo sostenibile e l'inquinamento. Sul piano sociale REPER proponeva la legalizzazione delle unioni civili per le coppie omosessuali, la garanzia del diritto all'aborto, diritti per le minoranze, la depenalizzazione della detenzione di sostanze stupefacenti per consumo proprio. Sull'energia il partito affermava di puntare all'azzeramento delle emissioni di carbonio entro il 2050.

#### Partidul Oamenilor Tineri
Il partito sovranista di Anamaria Gavrilă, Partidul Oamenilor Tineri (POT), sostenne apertamente già al primo turno la candidatura alla presidenza della Romania dell'indipendente Călin Georgescu. Realizzò una campagna elettorale soprattutto sui social media e crebbe nei sondaggi nell'ultima fase prima del voto.
Il programma politico di POT affermava di ispirarsi al principio di Pareto: la realizzazione del 20% di misure chiave che avrebbero avuto un impatto positivo sull'80% della società. Diviso in quattordici sezioni, il documento proponeva misure a favore dei giovani, delle famiglie e degli imprenditori. Professava inoltre la depoliticizzazione della giustizia, la modernizzazione della sanità, dell'esercito e della pubblica amministrazione e reclamava maggiori fondi per l'istruzione. Ulteriori punti trattavano l'argomento dei romeni all'estero, dell'utilizzo dei fondi europei, dell'energia, della trasparenza della spesa pubblica, della puntualità dei pagamenti da parte dell'amministrazione e della protezione degli animali.

## Sondaggi politici
| Data                       | Casa Sondaggistica                                 | Campione               | PSD    | AUR    | PNL    | USR    | PMP   | FD    | UDMR  | SOS  | POT  | REPER | PRO   | PUSL | Altri  | Vantaggio |
| -------------------------- | -------------------------------------------------- | ---------------------- | ------ | ------ | ------ | ------ | ----- | ----- | ----- | ---- | ---- | ----- | ----- | ---- | ------ | --------- |
| Exit poll (h 21:00) Camera | CURS                                               | -                      | 25,5%  | 19,3%  | 15,3%  | 15,7%  | –     | –     | 5%    | 5,5% | 5,5% | –     | –     | –    | 8,2%   | 6,2%      |
| Exit poll (h 21:00) Senato | CURS                                               | -                      | 25,7%  | 19,5%  | 15,6%  | 15,7%  | –     | –     | 5%    | 5,5% | 5,3% | –     | –     | –    | 7,7%   | 6,2%      |
| Exit poll                  | Sociopol                                           | -                      | 26%    | 20%    | 15%    | 14%    | –     | –     | 5%    | 7%   | 4%   | –     | –     | –    | 9%     | 6%        |
| Exit poll (h 20:00) Camera | CURS                                               | -                      | 26%    | 19%    | 15,5%  | 15,5%  | 1,1%  | 1,1%  | 5%    | 5,5% | 5,5% | 1,2%  | –     | –    | 5,7%   | 7%        |
| Exit poll (h 20:00) Senato | CURS                                               | -                      | 26,1%  | 19,2%  | 15,9%  | 15,6%  | 1,2%  | 1,2%  | 5%    | 5,4% | 5,4% | 1,3%  | –     | –    | 4,9%   | 6,9%      |
| 1 Dic 2024 (Camera)        | INSCOP                                             | 3.100                  | 25,1%  | 19,9%  | 13,7%  | 13,3%  | 1,4%  | 1,4%  | 5%    | 7%   | 5,4% | 1%    | –     | –    | 8,2%   | 5,2%      |
| 1 Dic 2024 (Senato)        | INSCOP                                             | 3.100                  | 24,8%  | 21,6%  | 14,6%  | 12,6%  | 1,4%  | 1,4%  | 4,8%  | 7,2% | 5,2% | 1%    | –     | –    | 6,8%   | 3,2%      |
| 26-28 Nov 2024             | ATLAS Intel                                        | 2.116                  | 21,4%  | 22,4%  | 13,4%  | 17,5%  | 2,5%  | 2,5%  | 5,5%  | 4,6% | 4,6% | 1,5%  | –     | –    | 6,6%   | 1%        |
| 19 Nov 2024                | Argument                                           | 1.100                  | 37,5%  | 20,1%  | 17,1%  | 15,7%  | 2,1%  | 2,1%  | 2,4%  | 5,1% |      | –     | –     | –    | –      | 17,4%     |
| 9-13 Nov 2024              | CIRA                                               | 1.040                  | 31%    | 16%    | 20%    | 12%    | 2%    | 2%    | 5%    | 5%   | –    | 1%    | –     | –    | 8%     | 11%       |
| 7-12 Nov 2024              | INSCOP                                             | 1.100                  | 31,1%  | 20,7%  | 16,2%  | 12,7%  | 1,1%  | 1,1%  | 4,5%  | 5,9% | –    | 2,6%  | –     | –    | 5,2%   | 14,9%     |
| 7-10 Nov 2024              | BCS                                                | 1.157                  | 35%    | 12,4%  | 21,6%  | 16,1%  | 1,3%  | 1,3%  | 6,7%  | 3,3% | –    | 0,8%  | –     | –    | 2,8%   | 13,4%     |
| 30 Ott-5 Nov 2024          | CURS                                               | 1.067                  | 32%    | 15%    | 20%    | 12%    | 3%    | 3%    | 5%    | 6%   | –    | –     | –     | –    | 7%     | 12%       |
| 28 Ott-1 Nov 2024          | Sociopol                                           | 1.002                  | 33%    | 18%    | 19%    | 12%    | –     | –     | 5%    | 6%   | –    | –     | –     | –    | 7%     | 14%       |
| 24-28 Ott 2024             | BCS                                                | 1.150                  | 31,0%  | 17,6%  | 20,5%  | 16,5%  | 3,1%  | 3,1%  | 6,5%  | 2,6% | –    | 0,9%  | –     | –    | 1,2%   | 10,5%     |
| 11-18 Ott 2024             | INSCOP                                             | 1.106                  | 30,2%  | 21,4%  | 13,2%  | 12,7%  | 1,4%  | 0,6%  | 3,7%  | 8,1% | –    | 2,5%  | –     | –    | –      | 8,8%      |
| 11-16 Ott 2024             | CURS                                               | 1.006                  | 31%    | 18%    | 20%    | 15%    | 3%    | 3%    | 3%    | 7%   | –    | –     | –     | –    | 3%     | 11%       |
| 7-9 Ott 2024               | Verifield                                          | 1.009                  | 28,2%  | 22,7%  | 12,6%  | 19,5%  | 1%    | 1,7%  | 4,2%  | 5,3% | –    | 2,4%  | 0,7%  | 0,2% | 1,5%   | 5,5%      |
| 15-27 Set 2024             | Avangarde INSOMAR                                  | 1.100                  | 33%    | 12%    | 22%    | 15%    | 2%    | 1%    | 5%    | 7%   | –    | 1%    | –     | –    | 2%     | 11%       |
| 10-23 Set 2024             | CURS                                               | 1.067                  | 31%    | 13%    | 23%    | 12%    | 4%    | 4%    | 5%    | 7%   | –    | –     | –     | –    | 5%     | 8%        |
| 11-16 Set 2024             | INSCOP                                             | 1.102                  | 30,1%  | 14,7%  | 14,3%  | 17,1%  | 0,8%  | 0,9%  | 5%    | 8,9% | –    | 1,9%  | 1,4%  | 0,3% | 4,6%   | 13%       |
| 5-13 Set 2024              | Flashdata                                          | 1.100                  | 29%    | 15%    | 17%    | 13%    | –     | –     | 6%    | 6%   | –    | –     | –     | –    | –      | 12%       |
| 24-30 Ago 2024             | The Center for International Research and Analyses | 1.099                  | 31%    | 14%    | 22%    | 13%    | 1%    | 1%    | 5%    | 10%  | –    | 1%    | –     | –    | 2%     | 9%        |
| 6-22 Ago 2024              | CURS                                               | 1.067                  | 34%    | 14%    | 24%    | 12%    | 12%   | 12%   | 5%    | 5%   | –    | –     | –     | –    | 6%     | 10%       |
| Agosto 2024                | Verifield                                          | N.D.                   | 29,3%  | 16,6%  | 17,8%  | 13,1%  | 1,6%  | 1,5%  | 2,9%  | 8,7% | –    | 2,5%  | 2,5%  | 0,4% | 3,1%   | 11,5%     |
| 18-26 Lug 2024             | CURS                                               | 1.067                  | 33%    | 16%    | 23%    | 13%    | 13%   | 13%   | 5%    | 5%   | –    | –     | –     | –    | 5%     | 10%       |
| 26 Giu-2 Lug 2024          | CURS                                               | 1.067                  | 35%    | 15%    | 24%    | 12%    | 12%   | 12%   | 5%    | 6%   | –    | –     | –     | –    | 3%     | 11%       |
| 19-27 Giu 2024             | INSCOP                                             | 1.100                  | 29,4%  | 14,7%  | 18,9%  | 12,2%  | –     | –     | 4,6%  | 6,1% | –    | 3,6%  | 1,1%  | 1,5% | 7,9%   | 11,5%     |
| 14 Feb-5 Mar 2024          | INSCOP                                             | 2.000                  | 32,8%  | 16,5%  | 19,7%  | 10,6%  | 10,6% | 10,6% | 3,9%  | 6,2% | –    | 1%    | 2,5%  | 1%   | 5,8%   | 13,1%     |
| 3-8 Gen 2024               | Snap Market Research                               | 998                    | 32%    | 13%    | 12%    | 10%    | 10%   | 10%   | 6%    | 8%   | –    | 1%    | 1%    | 1%   | 16%    | 19%       |
| 16-28 Dic 2023             | ARA Public Opinion                                 | 1.002                  | 30,6%  | 9,6%   | 16,2%  | 14,6%  | 3,5%  | 2,8%  | 5%    | 2,4% | –    | –     | 1%    | 4%   | 10,3%  | 14,4%     |
| Dic 2023                   | CIRA                                               | 1.000                  | 30%    | 18%    | 20%    | 14%    | 2%    | 2%    | 5%    | 6%   | –    | 2%    | –     | –    | 1%     | 10%       |
| 25-30 Nov 2023             | Snap Market Research                               | 983                    | 29%    | 16%    | 13%    | 8%     | 5%    | 1%    | 6%    | 5%   | –    | 1%    | 2%    | 1%   | 13%    | 13%       |
| 20-27 Nov 2023             | INSCOP                                             | 1.100                  | 30,2%  | 19,5%  | 20,1%  | 11,9%  | 1,3%  | 0,6%  | 4,9%  | 5,2% | –    | 0,3%  | 2%    | 0,7% | 3,3%   | 10,1%     |
| 30 Ott-6 Nov 2023          | Mercury Res.                                       | 1.227                  | 30%    | 20%    | 17%    | 18%    | 3%    | 2%    | 4%    | 4%   | –    | 1%    | –     | –    | 1%     | 10%       |
| 23 Ott-2 Nov 2023          | INSCOP                                             | 1.100                  | 28,7%  | 18,6%  | 18,9%  | 14,6%  | 1,7%  | 0,6%  | 4,9%  | 4%   | –    | 0,9%  | 3,2%  | –    | 3,9%   | 9,8%      |
| 20-29 Ott 2023             | Atlas Intel                                        | 2.000                  | 18,3%  | 13,7%  | 11%    | 15,1%  | 7%    | 3,9%  | 5,1%  | 5,8% | –    | 3,3%  | 1%    | 0,2% | 4,2%   | 3,2%      |
| 11-25 Set 2023             | LARICS                                             | 1.003                  | 32%    | 14,2%  | 23,9%  | 14,7%  | 4%    | –     | 2,9%  | 4,6% | –    | –     | –     | 0,9% | 2,8%   | 8,1%      |
| 15-22 Set 2023             | INSCOP                                             | 1.550                  | 31%    | 19,7%  | 20,4%  | 12%    | 1,7%  | 1%    | 4,6%  | 3,1% | –    | 0,7%  | 1,5%  | –    | 4,3%   | 10,6%     |
| 12-22 Set 2023             | CURS                                               | 1.008                  | 31%    | 18%    | 19%    | 11%    | 4%    | –     | 4%    | 5%   | –    | –     | 2%    | 4%   | 2%     | 12%       |
| 4-10 Set 2023              | PNL                                                | 1.032                  | 30%    | 20%    | 20%    | 14%    | 4%    | 1%    | 5%    | 3%   | –    | –     | 1%    | –    | 2%     | 10%       |
| 24-31 Ago 2023             | CURS                                               | 1.067                  | 32%    | 19%    | 19%    | 12%    | 4%    | –     | 5%    | 4%   | –    | –     | –     | 2%   | 3%     | 13%       |
| 8-20 Lug 2023              | CURS                                               | 1.064                  | 31%    | 20%    | 18%    | 12%    | 4%    | –     | 4%    | 4%   | –    | –     | 2%    | 4%   | 1%     | 11%       |
| 12-26 Giu 2023             | INSCOP                                             | N.D.                   | 28,7%  | 20,1%  | 18%    | 12,7%  | –     | –     | –     | –    | –    | –     | –     | –    | 20,5%  | 8,6%      |
| Mag-Giu 2023               | Cult Research                                      | 806                    | 31%    | 18%    | 19%    | 11%    | –     | –     | 5%    | –    | –    | –     | –     | –    | 16%    | 12%       |
| 27 Mag-11 Giu 2023         | The Center                                         | 916                    | 28%    | 22%    | 18%    | 13%    | 3%    | 2%    | 6%    | –    | –    | –     | 2%    | –    | 6%     | 6%        |
| 19-27 Mag 2023             | CURS                                               | 1.082                  | 31%    | 17%    | 20%    | 11%    | 5%    | –     | 5%    | 4%   | –    | –     | –     | 4%   | 3%     | 11%       |
| 10-20 Mar 2023             | CURS                                               | 1.105                  | 33%    | 16%    | 21%    | 9%     | 5%    | –     | 5%    | 4%   | –    | –     | –     | 4%   | 3%     | 12%       |
| 5-19 Feb 2023              | INSCOP                                             | 3.000                  | 31,7%  | 18,2%  | 22,3%  | 11,2%  | 2,9%  | –     | 4,6%  | 1,5% | –    | –     | 2,4%  | –    | 5,2%   | 9,4%      |
| 1-13 Feb 2023              | INSCOP                                             | 1.000                  | 30,4%  | 19,1%  | 21,6%  | 10,9%  | 2,9%  | 0,7%  | 4,3%  | 0,9% | –    | 0,1%  | 3%    | –    | 6,1%   | 8,8%      |
| 27-30 Gen 2023             | Atlas Intel                                        | 2.000                  | 24,8%  | 17,9%  | 17,2%  | 12,4%  | 5,9%  | 2,9%  | 6,4%  | 1,3% | –    | 1,9%  | 4%    | –    | 5,3%   | 6,9%      |
| 10-20 Gen 2023             | CURS                                               | 1.067                  | 36%    | 14%    | 22%    | 8%     | 4%    | 2%    | 5%    | 1%   | –    | –     | –     | 4%   | 4%     | 14%       |
| 5-19 Dic 2022              | INSCOP                                             | N.D.                   | 31,5%  | 18,1%  | 20,2%  | 10,9%  | –     | –     | –     | –    | –    | –     | –     | –    | 19,3%  | 11,2%     |
| 8-22 Nov 2022              | CURS                                               | 1.067                  | 34%    | 12%    | 24%    | 9%     | 4%    | –     | 5%    | –    | –    | –     | –     | 4%   | 8%     | 10%       |
| 4-18 Ott 2022              | Sociopol                                           | N.D.                   | 36%    | 14%    | 19%    | 11%    | 2%    | 1%    | 4%    | 1%   | –    | 4%    | 2%    | –    | 6%     | 17%       |
| 8-22 Set 2022              | CURS                                               | 1.015                  | 35%    | 15%    | 22%    | 8%     | 4%    | –     | 5%    | 2%   | –    | –     | –     | 4%   | 5%     | 13%       |
| 22-31 Ago 2022             | Sociopol                                           | N.D.                   | 32%    | 25%    | 15%    | 11%    | –     | –     | 6%    | –    | –    | –     | –     | –    | 11%    | 7%        |
| 5-17 Ago 2022              | CURS                                               | N.D.                   | 32%    | 13%    | 23%    | 10%    | 4%    | 2%    | –     | –    | –    | 2%    | 2%    | 4%   | 8%     | 9%        |
| 22-31 Lug 2022             | Avangarde                                          | 902                    | 37%    | 11%    | 23%    | 9%     | 4%    | 2%    | 5%    | –    | –    | 1%    | 1%    | 3%   | 4%     | 14%       |
| 22-30 Giu 2022             | Avangarde                                          | 903                    | 35%    | 12%    | 20%    | 9%     | 5%    | 2%    | 5%    | –    | –    | 2%    | 2%    | 4%   | 4%     | 15%       |
| 20-27 Giu 2022             | Sociopol                                           | N.D.                   | 33%    | 15%    | 19%    | 10%    | 1%    | 1%    | 6%    | 1%   | –    | 3%    | 4%    | 1%   | 6%     | 14%       |
| 19-26 Mag 2022             | CURS                                               | 1.067                  | 35%    | 10%    | 23%    | 9%     | 6%    | –     | 5%    | –    | –    | –     | –     | 4%   | 8%     | 12%       |
| 12-20 Apr 2022             | Avangarde                                          | 906                    | 36%    | 14%    | 19%    | 11%    | –     | –     | 5%    | –    | –    | –     | –     | –    | 15%    | 17%       |
| 28 Mar-11 Apr 2022         | CURS                                               | 2.750                  | 35%    | 12%    | 23%    | 11%    | 5%    | 1%    | 5%    | –    | –    | –     | 3%    | 2%   | 3%     | 12%       |
| 22-29 Mar 2022             | Avangarde                                          | 900                    | 35%    | 15%    | 16%    | 12%    | –     | –     | –     | –    | –    | –     | –     | –    | 22%    | 19%       |
| 2-11 Mar 2022              | CURS                                               | 1.172                  | 36%    | 14%    | 20%    | 8%     | 4%    | –     | 5%    | –    | –    | –     | 2%    | 4%   | 7%     | 16%       |
| 2-7 Mar 2022               | INSCOP                                             | 1.077                  | 32%    | 18,9%  | 19,9%  | 10,8%  | –     | –     | –     | –    | –    | –     | –     | –    | 18,4%  | 12,1%     |
| 9-19 Feb 2022              | Sociopol                                           | 1.001                  | 35%    | 22%    | 16%    | 13%    | 1%    | 1%    | 6%    | –    | –    | –     | 2%    | –    | 4%     | 13%       |
| 20-31 Gen 2022             | Avangarde                                          | 903                    | 35%    | 18%    | 16%    | 12%    | 4%    | –     | 5%    | –    | –    | –     | 2%    | 2%   | 6%     | 17%       |
| 22-29 Gen 2022             | CURS                                               | 1.003                  | 35%    | 16%    | 17%    | 10%    | 4%    | 3%    | 5%    | –    | –    | –     | 2%    | 4%   | 4%     | 18%       |
| 11-18 Gen 2022             | INSCOP                                             | 1.162                  | 34,3%  | 20,6%  | 16,6%  | 12,5%  | 2,1%  | 1,7%  | 4,2%  | –    | –    | –     | 2,9%  | 1,3% | 3,8%   | 13,7%     |
| 15-23 Dic 2021             | Avangarde                                          | 907                    | 39%    | 17%    | 18%    | 10%    | 3%    | –     | 5%    | –    | –    | –     | 2%    | 4%   | 2%     | 21%       |
| 17-22 Dic 2021             | Sociopol                                           | 1.001                  | 33%    | 23%    | 15%    | 12%    | 2%    | 3%    | 5%    | –    | –    | –     | 2%    | –    | 5%     | 10%       |
| 13-17 Dic 2021             | CURS                                               | 1.100                  | 38%    | 13%    | 19%    | 11%    | 5%    | –     | 5%    | –    | –    | –     | –     | 4%   | 5%     | 19%       |
| 16-24 Nov 2021             | Avangarde                                          | 906                    | 40%    | 15%    | 17%    | 11%    | 4%    | –     | 5%    | –    | –    | –     | 1%    | 4%   | 3%     | 23%       |
| 17-22 Nov 2021             | CURS                                               | 1.100                  | 38%    | 14%    | 18%    | 11%    | 4%    | –     | 5%    | –    | –    | –     | 3%    | 3%   | 4%     | 20%       |
| 25-30 Ott 2021             | CURS                                               | 1.100                  | 39%    | 12%    | 19%    | 11%    | 5%    | –     | 5%    | –    | –    | –     | 3%    | 4%   | 2%     | 20%       |
| 17-26 Ott 2021             | Avangarde                                          | 900                    | 40%    | 14%    | 17%    | 13%    | 4%    | –     | 5%    | –    | –    | –     | 2%    | 4%   | 1%     | 23%       |
| 11-15 Ott 2021             | Sociopol                                           | 1.002                  | 32%    | 21%    | 20%    | 13%    | –     | –     | 6%    | –    | –    | –     | –     | –    | 8%     | 11%       |
| 15-27 Set 2021             | INSCOP                                             | 1.204                  | 35,4%  | 17,1%  | 21,9%  | 9,8%   | 2,9%  | –     | –     | –    | –    | –     | 4,4%  | –    | 9%     | 13,5%     |
| 14-21 Set 2021             | Avangarde                                          | 900                    | 37%    | 14%    | 20%    | 13%    | 4%    | –     | 5%    | –    | –    | –     | 1%    | 4%   | 2%     | 17%       |
| 8-10 Set 2021              | CURS                                               | 861                    | 36%    | 14%    | 19%    | 11%    | 5%    | –     | 5%    | –    | –    | –     | –     | 4%   | 6%     | 17%       |
| 3-5 Set 2021               | CURS                                               | 853                    | 35%    | 12%    | 20%    | 11%    | 5%    | –     | 5%    | –    | –    | –     | 3%    | 4%   | 5%     | 15%       |
| 20-24 Ago 2021             | Avangarde                                          | 900                    | 35%    | 15%    | 21%    | 14%    | 5%    | –     | 5%    | –    | –    | –     | 2%    | 1%   | 2%     | 14%       |
| 12-20 Ago 2021             | CURS                                               | 1.100                  | 34%    | 11%    | 20%    | 12%    | 5%    | –     | 5%    | –    | –    | –     | 3%    | 4%   | 6%     | 14%       |
| 16-19 Ago 2021             | IRES                                               | 1.006                  | 35%    | 14%    | 27%    | 14%    | 2%    | –     | 5%    | –    | –    | –     | 2%    | –    | 1%     | 8%        |
| 16 Ago 2021                | Politico.eu                                        | N.D.                   | 34%    | 14%    | 18%    | 12%    | 4%    | –     | 5%    | –    | –    | –     | 4%    | 4%   | 5%     | 16%       |
| 26 Lug 2021                | INSOMAR                                            | 1.030                  | 38,06% | 14,95% | 15,05% | 11,07% | –     | –     | 5,05% | –    | –    | –     | –     | –    | 15,82% | 23%       |
| 1-7 Lug 2021               | Sociopol                                           | N.D.                   | 31%    | 10%    | 27%    | 15%    | 3%    | –     | 7%    | –    | –    | –     | 2%    | –    | 5%     | 4%        |
| 11-18 Giu 2021             | CURS                                               | 1.067                  | 34%    | 12%    | 22%    | 14%    | 5%    | –     | 4%    | –    | –    | –     | 2%    | 3%   | 4%     | 12%       |
| 1-15 Giu 2021              | INSCOP                                             | 1.100                  | 30,2%  | 14,2%  | 26,6%  | 13,2%  | 4,3%  | –     | –     | –    | –    | –     | 2%    | –    | 9,5%   | 3,6%      |
| 22-30 Mag 2021             | Sociopol                                           | 1.001                  | 36%    | 11%    | 22%    | 15%    | 5%    | –     | 6%    | –    | –    | –     | 2%    | 1%   | 2%     | 14%       |
| 10-24 Mag 2021             | Avangarde                                          | N.D.                   | 36%    | 15%    | 23%    | 14%    | 2%    | –     | 5%    | –    | –    | –     | 2%    | 1%   | 2%     | 13%       |
| 8-16 Mag 2021              | IRES                                               | N.D.                   | 36%    | 14%    | 28%    | 11%    | –     | –     | 3%    | –    | –    | –     | 3%    | –    | 5%     | 8%        |
| 2-6 Mag 2021               | INSOMAR                                            | 1.030                  | 22,14% | 15,53% | 23,5%  | 13,59% | 4,66% | –     | 8,64% | –    | –    | –     | 4,17% | –    | 7,77%  | 1,36%     |
| 14-17 Apr 2021             | CURS                                               | 1.107                  | 33%    | 12%    | 21%    | 16%    | 5%    | –     | 4%    | –    | –    | –     | 3%    | 4%   | 2%     | 12%       |
| 30 Mar-11 Apr 2021         | BCS                                                | 1.420                  | 28,9%  | 10%    | 22,3%  | 22,5%  | 4,2%  | –     | 4%    | –    | –    | –     | 2,9%  | –    | 5,1%   | 6,4%      |
| 12-28 Mar 2021             | Sociopol                                           | N.D.                   | 35%    | 12%    | 26%    | 17%    | 3%    | –     | 4%    | –    | –    | –     | 2%    | –    | 1%     | 9%        |
| 22-26 Feb 2021             | CURS                                               | 1.100                  | 34%    | 9%     | 25%    | 16%    | 3%    | –     | 4%    | –    | –    | –     | 2%    | 3%   | 4%     | 9%        |
| 9-11 Feb 2021              | INSOMAR                                            | 1.030                  | 28%    | 16%    | 27%    | 14%    | 4%    | –     | 6%    | –    | –    | –     | 1%    | –    | 4%     | 1%        |
| 11-15 Gen 2021             | CURS                                               | 1.100                  | 34%    | 12%    | 26%    | 16%    | 3%    | –     | 5%    | –    | –    | –     | 2%    | –    | 2%     | 8%        |
| 17-21 Dic 2020             | CURS                                               | 1.100                  | 35%    | 15%    | 26%    | 14%    | 2%    | –     | 4%    | –    | –    | –     | 2%    | –    | 2%     | 9%        |
| 10-20 Dic 2020             | Avangarde                                          | 900                    | 35%    | 14%    | 26%    | 15%    | 1%    | –     | 5%    | –    | –    | –     | 2%    | –    | 2%     | 9%        |
| 6 Dic 2020                 | Elezioni 2020 - Camera                             | Elezioni 2020 - Camera | 28,9%  | 9,1%   | 25,2%  | 15,4%  | 4,8%  | –     | 5,7%  | –    | –    | –     | 4,1%  | 1%   | –      | 3,7%      |
| 6 Dic 2020                 | Elezioni 2020 - Senato                             | Elezioni 2020 - Senato | 29,3%  | 9,2%   | 25,6%  | 15,9%  | 4,9%  | –     | 5,9%  | –    | –    | –     | 4,1%  | 1,2% | –      | 3,7%      |
|                            |                                                    |                        | PSD    | AUR    | PNL    | USR    | PMP   | FD    | UDMR  | SOS  | POT  | REPER | PRO   | PUSL | Altri  | Vantaggio |

## Affluenza
| Area                                    | Iscritti alle liste permanenti          | Affluenza | Affluenza | Affluenza | Affluenza | Affluenza | Affluenza | Affluenza    | Affluenza   |
| Area                                    | Iscritti alle liste permanenti          | 30 nov    | 1º dic    | 1º dic    | 1º dic    | 1º dic    | 1º dic    | Var. da 2020 | Tot votanti |
| Area                                    | Iscritti alle liste permanenti          | 30 nov    | h 12:00   | h 15:00   | h 18:00   | h 21:00   | Finale    | Var. da 2020 | Tot votanti |
| --------------------------------------- | --------------------------------------- | --------- | --------- | --------- | --------- | --------- | --------- | ------------ | ----------- |
| Romania                                 | 18 008 555                              | -         | 17,61%    | 33,26%    | 46,14%    | 52,33%    | 52,50%    | 20,55%       | 8 679 659   |
| Estero (votanti su liste supplementari) | Estero (votanti su liste supplementari) | 163 467   | 243 904   | 424 573   | 604 204   | 740 007   | 771 070   | -            | 771 070     |
| Estero (votanti per corrispondenza)     | Estero (votanti per corrispondenza)     | -         | -         | -         | -         | -         | -         | -            | 4 343       |
| Fonte: Autorità Elettorale Permanente   |                                         |           |           |           |           |           |           |              |             |

## Risultati

### Camera dei Deputati
| Partito Social Democratico (PSD)                         | 2 030 144  | 21,96 | 86  |  |  |  |
| Alleanza per l'Unione dei Romeni (AUR)                   | 1 665 143  | 18,01 | 63  |  |  |  |
| Partito Nazionale Liberale (PNL)                         | 1 219 810  | 13,20 | 49  |  |  |  |
| Unione Salvate la Romania (USR)                          | 1 146 357  | 12,40 | 40  |  |  |  |
| S.O.S. Romania (SOS RO)                                  | 679 967    | 7,36  | 28  |  |  |  |
| Partidul Oamenilor Tineri (POT)                          | 596 745    | 6,46  | 24  |  |  |  |
| Unione Democratica Magiara di Romania (RMDSZ/UDMR)       | 585 397    | 6,33  | 22  |  |  |  |
| Partito Salute, Educazione, Natura, Sostenibilità (SENS) | 276 494    | 2,99  | —   |  |  |  |
| Forza della Destra (FD)                                  | 189 678    | 2,05  | —   |  |  |  |
| Partito Social Democratico Unito (PSDU)                  | 177 137    | 1,92  | —   |  |  |  |
| Minoranze etniche (MIN)                                  | 129 282    | 1,40  | 19  |  |  |  |
| Rinnoviamo il Progetto Europeo della Romania (REPER)     | 114 223    | 1,24  | —   |  |  |  |
| Dreptate și Respect în Europa pentru Toți (DREPT)        | 107 474    | 1,16  | —   |  |  |  |
| Partito Nazionale Conservatore Romeno (PNCR)             | 45 687     | 0,49  | —   |  |  |  |
| Patrioti del Popolo Romeno (PPPR)                        | 40 960     | 0,44  | —   |  |  |  |
| Partito Ecologista Romeno (PER)                          | 34 641     | 0,37  | —   |  |  |  |
| Altri (<0,40%)                                           | 128 459    | 1,39  | —   |  |  |  |
| Indipendenti (IND)                                       | 76 043     | 0,82  | —   |  |  |  |
| Totale                                                   | 9 243 641  | 100   | 331 |  |  |  |
|                                                          |            |       |     |  |  |  |
| Voti non validi                                          | 211 037    | 2,23  |     |  |  |  |
| Votanti                                                  | 9 454 678  | 48,48 |     |  |  |  |
| Elettori                                                 | 19 503 273 |       |     |  |  |  |

| Riepilogo dei voti (+/- elezioni 2020)            | Riepilogo dei voti (+/- elezioni 2020)            | Riepilogo dei voti (+/- elezioni 2020)            | Riepilogo dei voti (+/- elezioni 2020) | Riepilogo dei voti (+/- elezioni 2020) | Riepilogo dei voti (+/- elezioni 2020) | Riepilogo dei voti (+/- elezioni 2020) |
| ------------------------------------------------- | ------------------------------------------------- | ------------------------------------------------- | -------------------------------------- | -------------------------------------- | -------------------------------------- | -------------------------------------- |
| Partito Social Democratico                        | Partito Social Democratico                        | Partito Social Democratico                        |                                        |                                        | 21,96%                                 | ▼ 6,94                                 |
| Alleanza per l'Unione dei Romeni                  | Alleanza per l'Unione dei Romeni                  | Alleanza per l'Unione dei Romeni                  |                                        |                                        | 18,01%                                 | ▲ 8,93                                 |
| Partito Nazionale Liberale                        | Partito Nazionale Liberale                        | Partito Nazionale Liberale                        |                                        |                                        | 13,20%                                 | ▼ 11,98                                |
| Unione Salvate la Romania                         | Unione Salvate la Romania                         | Unione Salvate la Romania                         |                                        |                                        | 12,40%                                 | ▼ 2,97                                 |
| S.O.S. Romania                                    | S.O.S. Romania                                    | S.O.S. Romania                                    |                                        |                                        | 7,36%                                  | Nuovo                                  |
| Partidul Oamenilor Tineri                         | Partidul Oamenilor Tineri                         | Partidul Oamenilor Tineri                         |                                        |                                        | 6,46%                                  | Nuovo                                  |
| Unione Democratica Magiara di Romania             | Unione Democratica Magiara di Romania             | Unione Democratica Magiara di Romania             |                                        |                                        | 6,33%                                  | ▲ 0,59                                 |
| Partito Salute, Educazione, Natura, Sostenibilità | Partito Salute, Educazione, Natura, Sostenibilità | Partito Salute, Educazione, Natura, Sostenibilità |                                        |                                        | 2,99%                                  | Nuovo                                  |
| Forza della Destra                                | Forza della Destra                                | Forza della Destra                                |                                        |                                        | 2,05%                                  | Nuovo                                  |
| Partito Social Democratico Unito                  | Partito Social Democratico Unito                  | Partito Social Democratico Unito                  |                                        |                                        | 1,92%                                  | Nuovo                                  |
| Minoranze etniche                                 | Minoranze etniche                                 | Minoranze etniche                                 |                                        |                                        | 1,40%                                  | ▼ 0,27                                 |
| Rinnoviamo il Progetto Europeo della Romania      | Rinnoviamo il Progetto Europeo della Romania      | Rinnoviamo il Progetto Europeo della Romania      |                                        |                                        | 1,24%                                  | Nuovo                                  |
| Dreptate și Respect în Europa pentru Toți         | Dreptate și Respect în Europa pentru Toți         | Dreptate și Respect în Europa pentru Toți         |                                        |                                        | 1,16%                                  | Nuovo                                  |
| Partito Nazionale Conservatore Romeno             | Partito Nazionale Conservatore Romeno             | Partito Nazionale Conservatore Romeno             |                                        |                                        | 0,49%                                  | Nuovo                                  |
| Patrioti del Popolo Romeno                        | Patrioti del Popolo Romeno                        | Patrioti del Popolo Romeno                        |                                        |                                        | 0,44%                                  | Nuovo                                  |
| Partito Ecologista Romeno                         | Partito Ecologista Romeno                         | Partito Ecologista Romeno                         |                                        |                                        | 0,37%                                  | ▼ 0,75                                 |
| Altri (<0,40%)                                    | Altri (<0,40%)                                    | Altri (<0,40%)                                    |                                        |                                        | 1,39%                                  | ━                                      |
| Indipendenti                                      | Indipendenti                                      | Indipendenti                                      |                                        |                                        | 0,82%                                  | ▼ 0,16                                 |
|                                                   |                                                   |                                                   |                                        |                                        |                                        |                                        |
| Riepilogo dei seggi (+/- elezioni 2020)           |                                                   |                                                   |                                        |                                        |                                        |                                        |
|                                                   |                                                   |                                                   |                                        |                                        |                                        |                                        |
| PSD                                               | 86                                                | ▼ 24                                              |                                        | MIN                                    | 22                                     | ▲ 1                                    |
| USR                                               | 40                                                | ▼ 15                                              |                                        | PNL                                    | 49                                     | ▼ 44                                   |
| RMDSZ/UDMR                                        | 22                                                | ▲ 1                                               |                                        | AUR                                    | 63                                     | ▲ 30                                   |
| POT                                               | 24                                                | Nuovo                                             |                                        | SOS RO                                 | 28                                     | Nuovo                                  |

### Senato
| Partito Social Democratico (PSD)                         | 2 065 087  | 22,30 | 36  |  |  |  |
| Alleanza per l'Unione dei Romeni (AUR)                   | 1 694 705  | 18,30 | 28  |  |  |  |
| Partito Nazionale Liberale (PNL)                         | 1 322 468  | 14,28 | 22  |  |  |  |
| Unione Salvate la Romania (USR)                          | 1 134 831  | 12,26 | 19  |  |  |  |
| S.O.S. Romania (SOS RO)                                  | 718 409    | 7,76  | 12  |  |  |  |
| Partidul Oamenilor Tineri (POT)                          | 591 927    | 6,39  | 9   |  |  |  |
| Unione Democratica Magiara di Romania (RMDSZ/UDMR)       | 590 783    | 6,38  | 10  |  |  |  |
| Partito Salute, Educazione, Natura, Sostenibilità (SENS) | 263 173    | 2,84  | —   |  |  |  |
| Forza della Destra (FD)                                  | 173 703    | 1,88  | —   |  |  |  |
| Partito Social Democratico Unito (PSDU)                  | 164 659    | 1,78  | —   |  |  |  |
| Rinnoviamo il Progetto Europeo della Romania (REPER)     | 126 408    | 1,37  | —   |  |  |  |
| Dreptate și Respect în Europa pentru Toți (DREPT)        | 114 500    | 1,24  | —   |  |  |  |
| Partito Nazionale Conservatore Romeno (PNCR)             | 50 287     | 0,54  | —   |  |  |  |
| Patrioti del Popolo Romeno (PPPR)                        | 48 436     | 0,52  | —   |  |  |  |
| Partito Social Democratico Indipendente (PSDI)           | 41 712     | 0,45  | —   |  |  |  |
| Partito Ecologista Romeno (PER)                          | 38 561     | 0,42  | —   |  |  |  |
| Altri (<0,40%)                                           | 112 482    | 1,21  | —   |  |  |  |
| Indipendenti (IND)                                       | 7 826      | 0,08  | —   |  |  |  |
| Totale                                                   | 9 259 957  | 100   | 136 |  |  |  |
|                                                          |            |       |     |  |  |  |
| Voti non validi                                          | 194 721    | 2,06  |     |  |  |  |
| Votanti                                                  | 9 454 678  | 48,48 |     |  |  |  |
| Elettori                                                 | 19 503 273 |       |     |  |  |  |

| Riepilogo dei voti (+/- elezioni 2020)            | Riepilogo dei voti (+/- elezioni 2020)            | Riepilogo dei voti (+/- elezioni 2020)            | Riepilogo dei voti (+/- elezioni 2020) | Riepilogo dei voti (+/- elezioni 2020) | Riepilogo dei voti (+/- elezioni 2020) | Riepilogo dei voti (+/- elezioni 2020) |
| ------------------------------------------------- | ------------------------------------------------- | ------------------------------------------------- | -------------------------------------- | -------------------------------------- | -------------------------------------- | -------------------------------------- |
| Partito Social Democratico                        | Partito Social Democratico                        | Partito Social Democratico                        |                                        |                                        | 22,30%                                 | ▼ 7,02                                 |
| Alleanza per l'Unione dei Romeni                  | Alleanza per l'Unione dei Romeni                  | Alleanza per l'Unione dei Romeni                  |                                        |                                        | 18,30%                                 | ▲ 9,13                                 |
| Partito Nazionale Liberale                        | Partito Nazionale Liberale                        | Partito Nazionale Liberale                        |                                        |                                        | 14,28%                                 | ▼ 11,30                                |
| Unione Salvate la Romania                         | Unione Salvate la Romania                         | Unione Salvate la Romania                         |                                        |                                        | 12,26%                                 | ▼ 3,60                                 |
| S.O.S. Romania                                    | S.O.S. Romania                                    | S.O.S. Romania                                    |                                        |                                        | 7,76%                                  | Nuovo                                  |
| Partidul Oamenilor Tineri                         | Partidul Oamenilor Tineri                         | Partidul Oamenilor Tineri                         |                                        |                                        | 6,39%                                  | Nuovo                                  |
| Unione Democratica Magiara di Romania             | Unione Democratica Magiara di Romania             | Unione Democratica Magiara di Romania             |                                        |                                        | 6,38%                                  | ▲ 0,49                                 |
| Partito Salute, Educazione, Natura, Sostenibilità | Partito Salute, Educazione, Natura, Sostenibilità | Partito Salute, Educazione, Natura, Sostenibilità |                                        |                                        | 2,84%                                  | Nuovo                                  |
| Forza della Destra                                | Forza della Destra                                | Forza della Destra                                |                                        |                                        | 1,88%                                  | Nuovo                                  |
| Partito Social Democratico Unito                  | Partito Social Democratico Unito                  | Partito Social Democratico Unito                  |                                        |                                        | 1,78%                                  | Nuovo                                  |
| Rinnoviamo il Progetto Europeo della Romania      | Rinnoviamo il Progetto Europeo della Romania      | Rinnoviamo il Progetto Europeo della Romania      |                                        |                                        | 1,37%                                  | Nuovo                                  |
| Dreptate și Respect în Europa pentru Toți         | Dreptate și Respect în Europa pentru Toți         | Dreptate și Respect în Europa pentru Toți         |                                        |                                        | 1,24%                                  | Nuovo                                  |
| Partito Nazionale Conservatore Romeno             | Partito Nazionale Conservatore Romeno             | Partito Nazionale Conservatore Romeno             |                                        |                                        | 0,54%                                  | Nuovo                                  |
| Patrioti del Popolo Romeno                        | Patrioti del Popolo Romeno                        | Patrioti del Popolo Romeno                        |                                        |                                        | 0,52%                                  | Nuovo                                  |
| Partito Social Democratico Indipendente           | Partito Social Democratico Indipendente           | Partito Social Democratico Indipendente           |                                        |                                        | 0,45%                                  | Nuovo                                  |
| Partito Ecologista Romeno                         | Partito Ecologista Romeno                         | Partito Ecologista Romeno                         |                                        |                                        | 0,42%                                  | ▼ 0,91                                 |
| Altri (<0,40%)                                    | Altri (<0,40%)                                    | Altri (<0,40%)                                    |                                        |                                        | 1,21%                                  | ━                                      |
| Indipendenti                                      | Indipendenti                                      | Indipendenti                                      |                                        |                                        | 0,08%                                  | ▼ 0,05                                 |
|                                                   |                                                   |                                                   |                                        |                                        |                                        |                                        |
| Riepilogo dei seggi (+/- elezioni 2020)           |                                                   |                                                   |                                        |                                        |                                        |                                        |
|                                                   |                                                   |                                                   |                                        |                                        |                                        |                                        |
| PSD                                               | 36                                                | ▼ 11                                              |                                        | USR                                    | 19                                     | ▼ 6                                    |
| PNL                                               | 22                                                | ▼ 19                                              |                                        | RMDSZ/UDMR                             | 10                                     | ▲ 1                                    |
| AUR                                               | 28                                                | ▲ 14                                              |                                        | POT                                    | 9                                      | Nuovo                                  |
| SOS RO                                            | 12                                                | Nuovo                                             |                                        |                                        |                                        |                                        |